# Belley
Belley este un oraș în estul Franței, sub-prefectură a departamentului Ain, în regiunea Ron-Alpi. 
1. ↑   https://www.leprogres.fr/ain/2015/01/20/d Lipsește sau este vid: |title= (ajutor)
2. ↑  répertoire géographique des communes, accesat în 26 octombrie 2015
3. ↑  dataset of postal codes in France, 1 octombrie 2018